# Cottus rhotheus
Espèce
Synonymes
- Cottus rhothea (Smith, 1882)[2]
- Uranidea rhothea Smith, 1882[3] [4] [2]

Statut de conservation UICN

 LC  : Préoccupation mineure
Cottus rhotheus (Chabot de torrent en français) est une espèce de poissons d'eau douce de la famille des Cottidae.

## Répartition
Cottus rhotheus se rencontre en Amérique du Nord, depuis le bassin du fleuve Fraser au Canada jusqu'à la rivière Nehalem dans l'Oregon aux États-Unis.

## Description
La taille maximale connue pour Pseudophoxinus evliyae est de 155 mm.

## Publication originale
- Smith, 1882 : Description of a new species of Uranidea (Uranidea rhothea) from Spokane River, Washington Territory. Proceedings of the United States National Museum, vol. 5, n. 286, p. 347-348[6] (texte intégral).